# Hinterer Brühl
Koordinaten: 52° 8′ 48″ N, 9° 56′ 56,8″ O
Der Hintere Brühl ist eine historische Straße im Süden der Innenstadt von Hildesheim, die wegen ihrer gut erhaltenen und fast geschlossenen Bebauung mit Fachwerkhäusern zu den wichtigsten Sehenswürdigkeiten der Stadt zählt.

## Lage
Der Hintere Brühl ist eine 192 m lange, relativ enge Einbahnstraße im Wohnquartier Brühlviertel. Sie beginnt im Süden am Godehardsplatz gegenüber der Godehardikirche und endet im Norden an der Neuen Straße vor der Pauluskirche. In der Straße stehen 22 Häuser, die Hausnummern reichen jedoch nur von 1 bis 20.

## Name und Geschichte
Die Bezeichnung Brühl bezieht sich auf ein sumpfiges Bruchgelände am Eselsgraben, einem Nebenarm der Innerste, das sich unweit südlich der Altstadt von Hildesheim bis hin zum Godehardikloster ausdehnte. In diesem Bereich entstand etwa ab 1200 eine unbefestigte Bauernschaft gleichen Namens außerhalb der mittelalterlichen Stadtmauern, die sich langsam vergrößerte und im Osten bis an das Brühltor der Neustadt heranreichte. Die Ortschaft gliederte sich in drei Bereiche, die Vorderer Brühl, Mittlerer Brühl und Hinterer Brühl genannt wurden. Im 16. Jahrhundert wurde das Gebiet in die Stadt Hildesheim und ihr System von Wällen und Mauern einbezogen. Aus dieser Zeit stammen die ältesten Häuser in der heute Hinterer Brühl genannten Straße. Sie wurde bereits 1243 unter dem Namen platea sancti Godehardi erwähnt und im 16. Jahrhundert Im Hindern Brul genannt.
Im Zweiten Weltkrieg blieb der Hintere Brühl fast unversehrt, so dass er heute noch einen guten Eindruck vom Stadtbild Hildesheims vor der Zerstörung am 22. März 1945 bietet.

## Bauwerke und Besonderheiten
Von den 22 Häusern des Hinteren Brühl sind vierzehn Fachwerkhäuser verschiedener Stilepochen mit unterschiedlichen Firsthöhen, eines (Nr. 13) ist die zu einem Wohnhaus umgebaute mittelalterliche Nikolaikapelle, und sieben (Nr. 1–5 sowie Nr. 10 und 11) sind Ziegelbauten des 19. bzw. frühen 20. Jahrhunderts.
Aus dem Jahr 1603 stammt das traufständige Haus Hinterer Brühl Nr. 6, das auf einem Sandsteinsockel steht und ein auskragendes zweites Obergeschoss besitzt. Das Haus ist zum größten Teil mit einem Schieferbehang aus dem 18. Jhd. bedeckt. Unter dem Schieferbehang findet sich Fachwerk mit Ornamentik aus der Zeit der Gotik.
Das älteste Haus der Straße ist vermutlich Haus Nr. 9, das durch eine Inschrift in der Stockschwelle auf das Jahr 1535 datiert wird. An seiner Fassade sind Dreiecksverzierungen erkennbar, die typisch für die Zeit der Gotik sind, jedoch auch noch im 16. Jahrhundert verbreitet waren.
Bei Haus Nr. 10 (erbaut 1897) und 11 (erbaut um 1890) handelt es sich um dreigeschossige Ziegelbauten, die – wie zur damaligen Zeit in Hildesheim üblich – von einem Maurermeister geplant und entworfen wurden und noch nicht von einem Architekten.
Das Eckhaus zum Godehardsplatz, Hinterer Brühl Nr. 12a, ist das 1606 im Stil der Renaissance erbaute Wernersche Haus, in dessen farbenfrohem Renaissancedekor Brüstungsplatten mit Darstellungen der Tugenden Spes, Fides, Patientia und Caritas sowie Abbildungen christlicher Heiliger und heidnischer Götter auffallen. 2011 wurde das Haus erneut renoviert und erhielt die ursprüngliche Farbfassung zurück.
Haus Nr. 13, die frühere Nikolaikapelle, wurde bereits 1146 erbaut, im 18. und 19. Jahrhundert umgebaut und später für Wohnzwecke umgestaltet. Gut erhalten ist in erster Linie die spätgotische Apsis, die die ursprüngliche Nutzung des Gebäudes als Kapelle noch gut erkennen lässt.
Das längliche Haus Nr. 14 aus dem 18. Jahrhundert besitzt an seiner Traufseite eine markante, breite Durchfahrtsdiele sowie eine barocke Türrahmung. In ihm ist heute der Sprachheilkindergarten St. Lamberti untergebracht.
Ein besonders repräsentatives Bauwerk ist das Haus Hinterer Brühl Nr. 15, ein ehemaliger Adelshof aus der Zeit der Renaissance. Die für diese Stilepoche typischen Fächerrosetten sind an dem farbenfroh verzierten Erker zu sehen, an dem deutlich vorkragenden Obergeschoss finden sich noch weitere Renaissancemotive. Eine Inschrift gibt als Baujahr das Jahr 1577 an.
Haus Nr. 17, ein dreigeschossiges Querdielenhaus, wurde zu Beginn des 18. Jahrhunderts im Stil des Barock erbaut, während das Nachbarhaus Nr. 16 aus dem 19. Jahrhundert stammt.
Auf einem niedrigen Sandsteinsockel erhebt sich das laut einer Inschrift 1705 erbaute, zweigeschossige Haus Hinterer Brühl Nr. 18 mit einem großen Zwerchhaus und einer Windeluke. Die Brüstungsfelder sind durch Ornamente gegliedert.
Im 17. Jahrhundert – auf der Setzschwelle gibt eine lateinische Inschrift das Jahr 1616 als Baujahr an – wurde Haus Nr. 19 erbaut. Im zweiten Obergeschoss ragt ein markanter Erker mit farbenprächtigen Verzierungen hervor. Weitere Verzierungen finden sich an den Knaggen.
Haus Nr. 20, ein dreigeschossiges traufständiges Fachwerkhaus, wurde 1651 erbaut und mehrmals baulich verändert. Auch an diesem Haus fällt ein Erker auf, er ist dreigeschossig und hat verzierte Konsolen und Wappenschilde. Eine Inschrifttafel bezieht sich auf den Gründer der Landwirtschaftlichen Lehranstalt in Hildesheim, Konrad Michelsen (1804–1862).

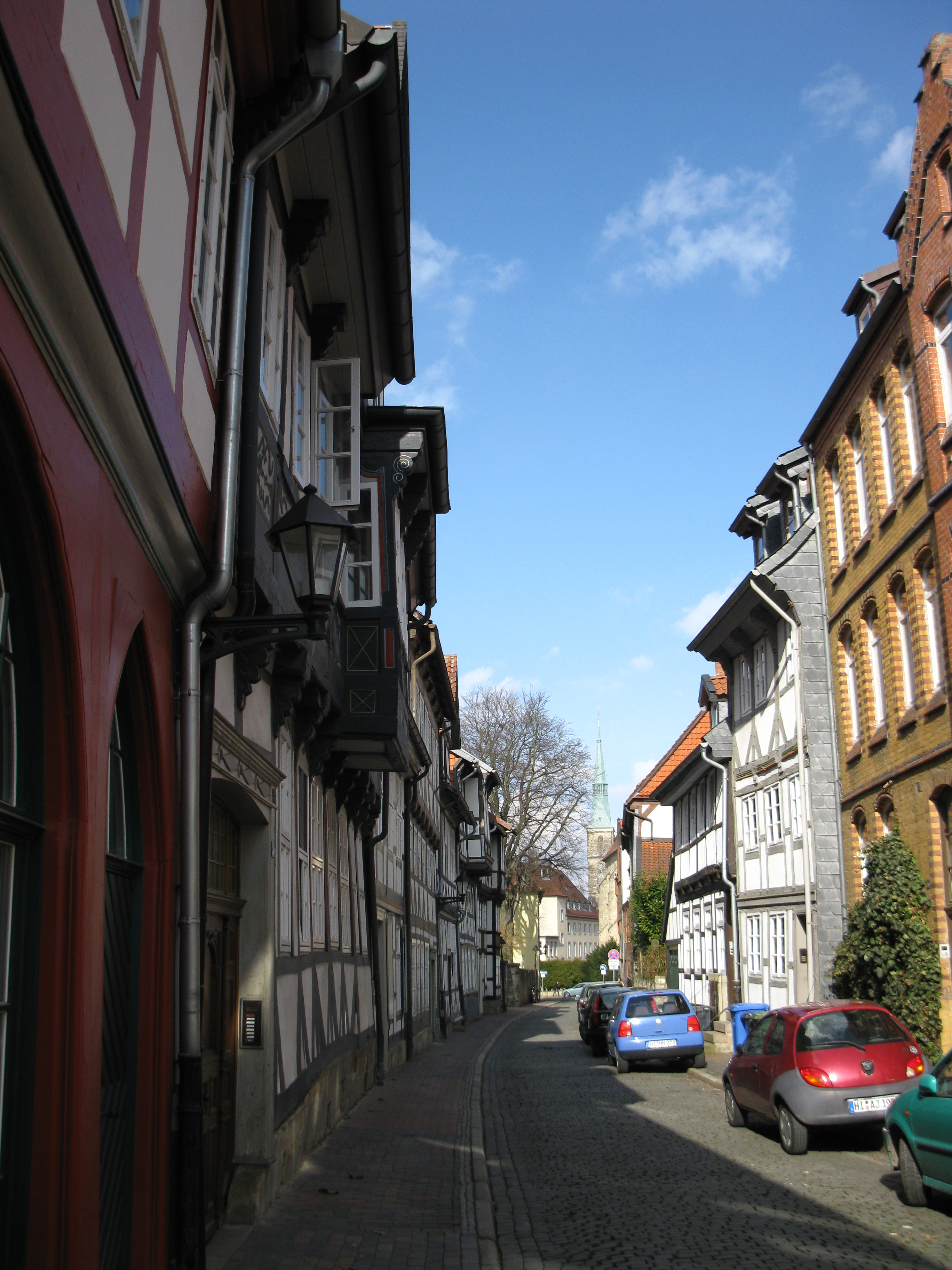
Hinterer Brühl, Blick nach Süden
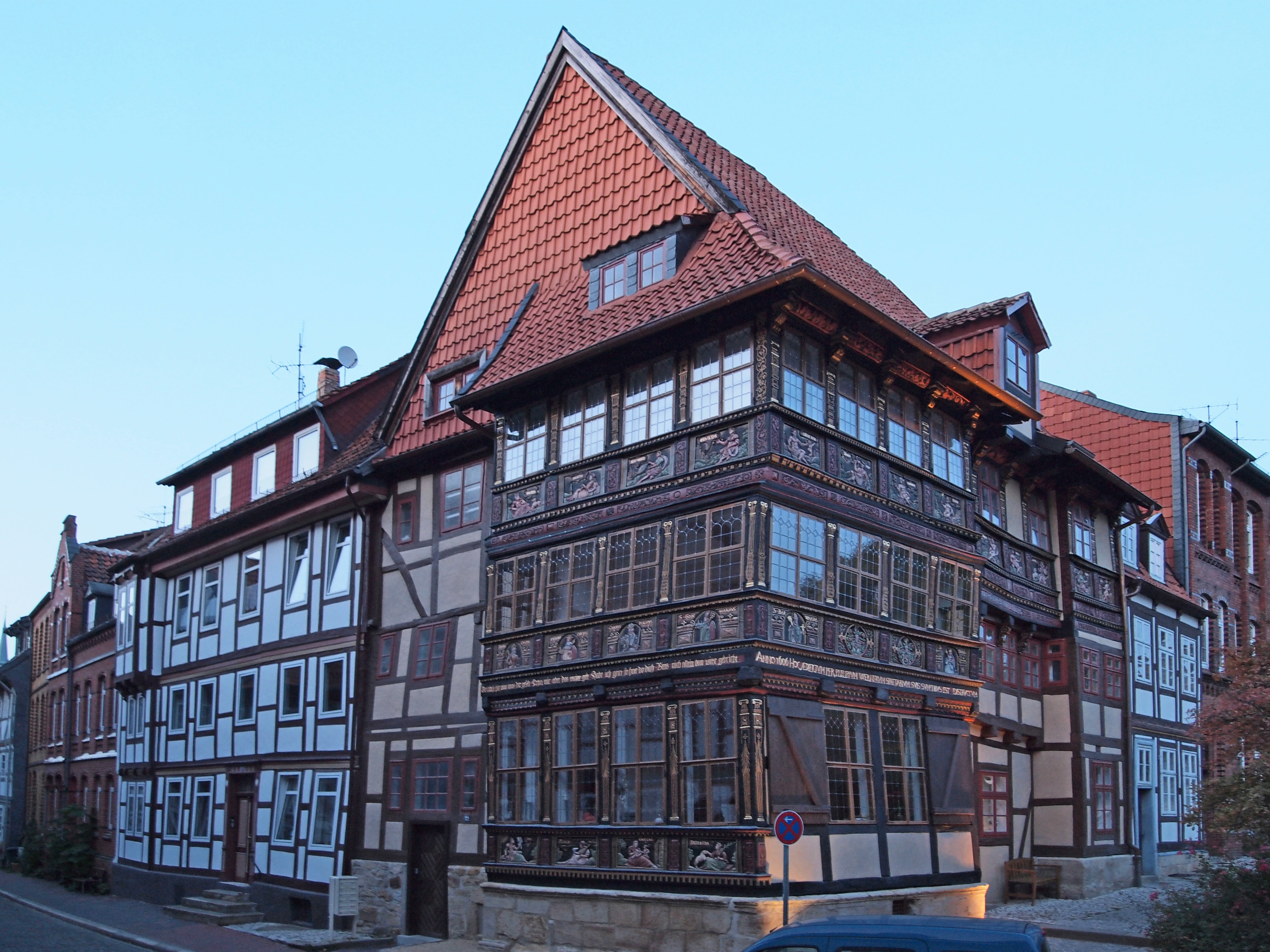
Wernersches Haus (1606) nach der Renovierung 2011
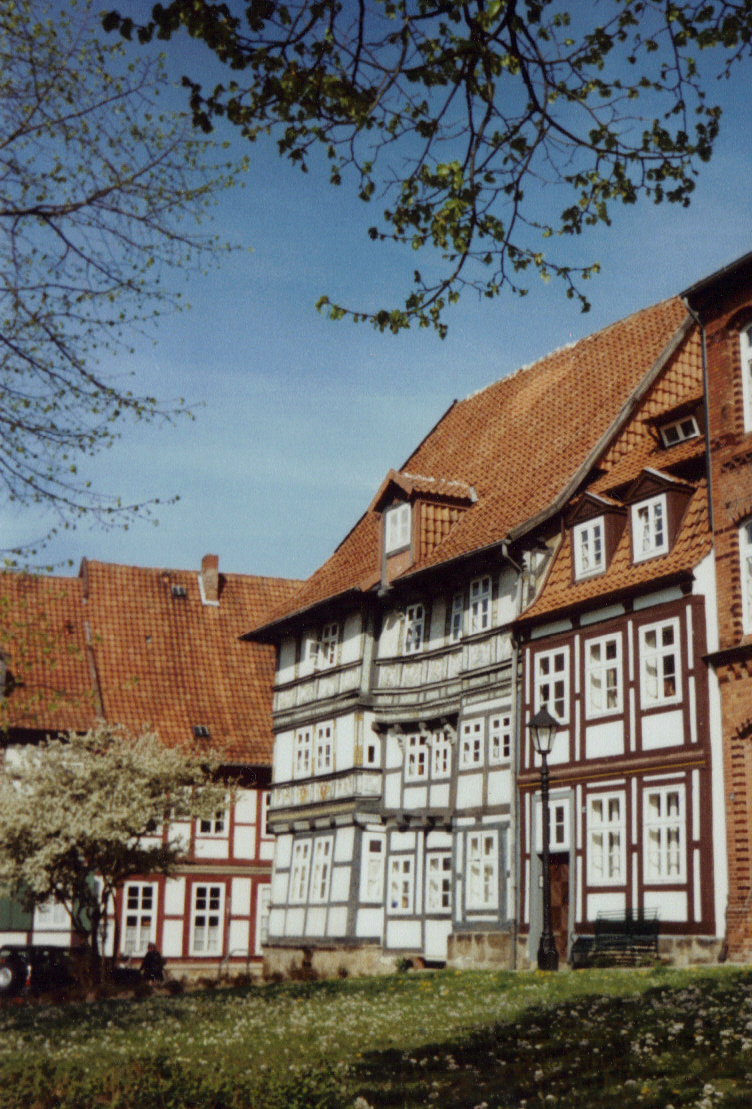
Wernersches Haus (1606) mit Farbfassung von 1976
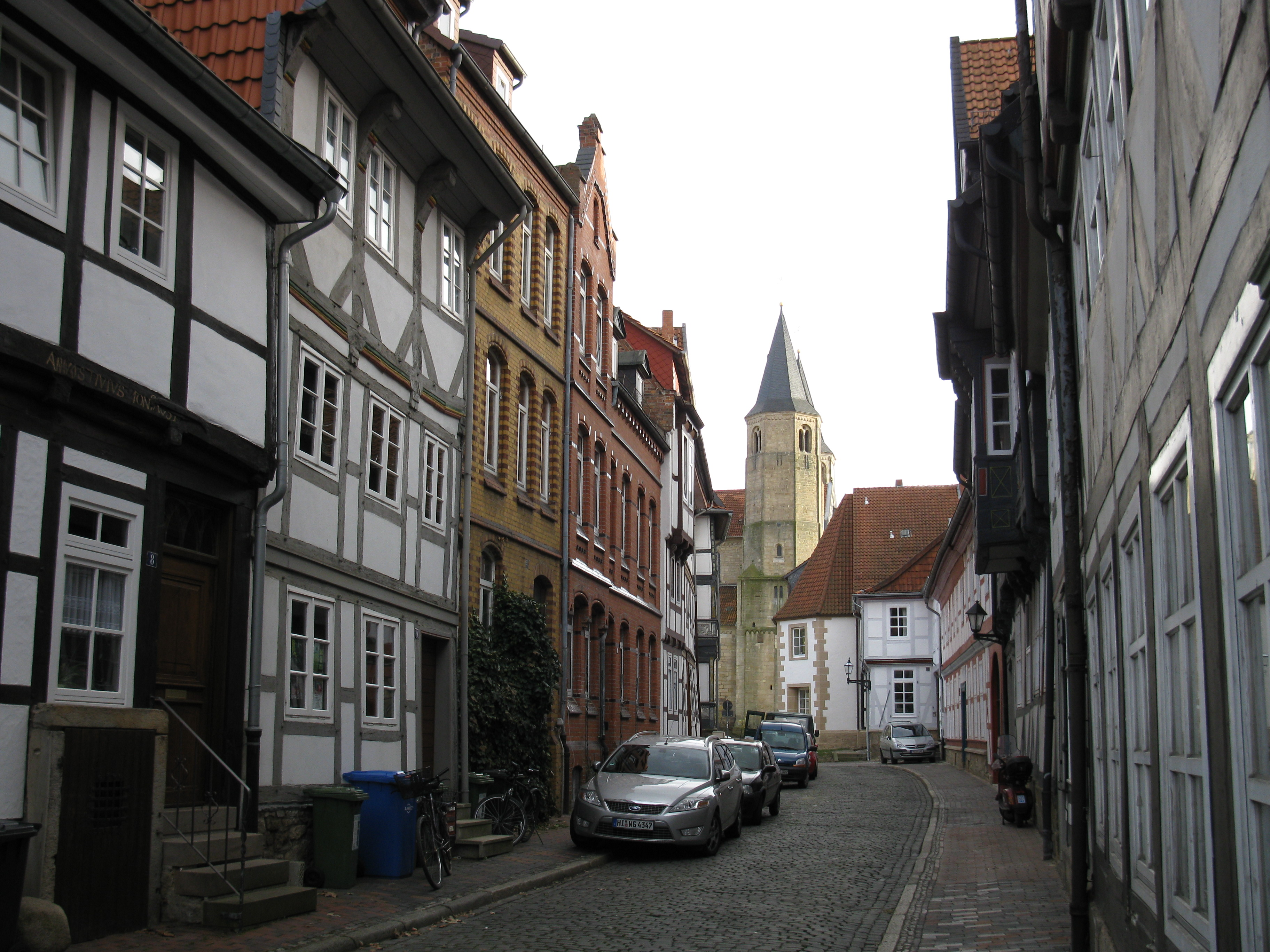
Hinterer Brühl, Blick zur Godehardikirche
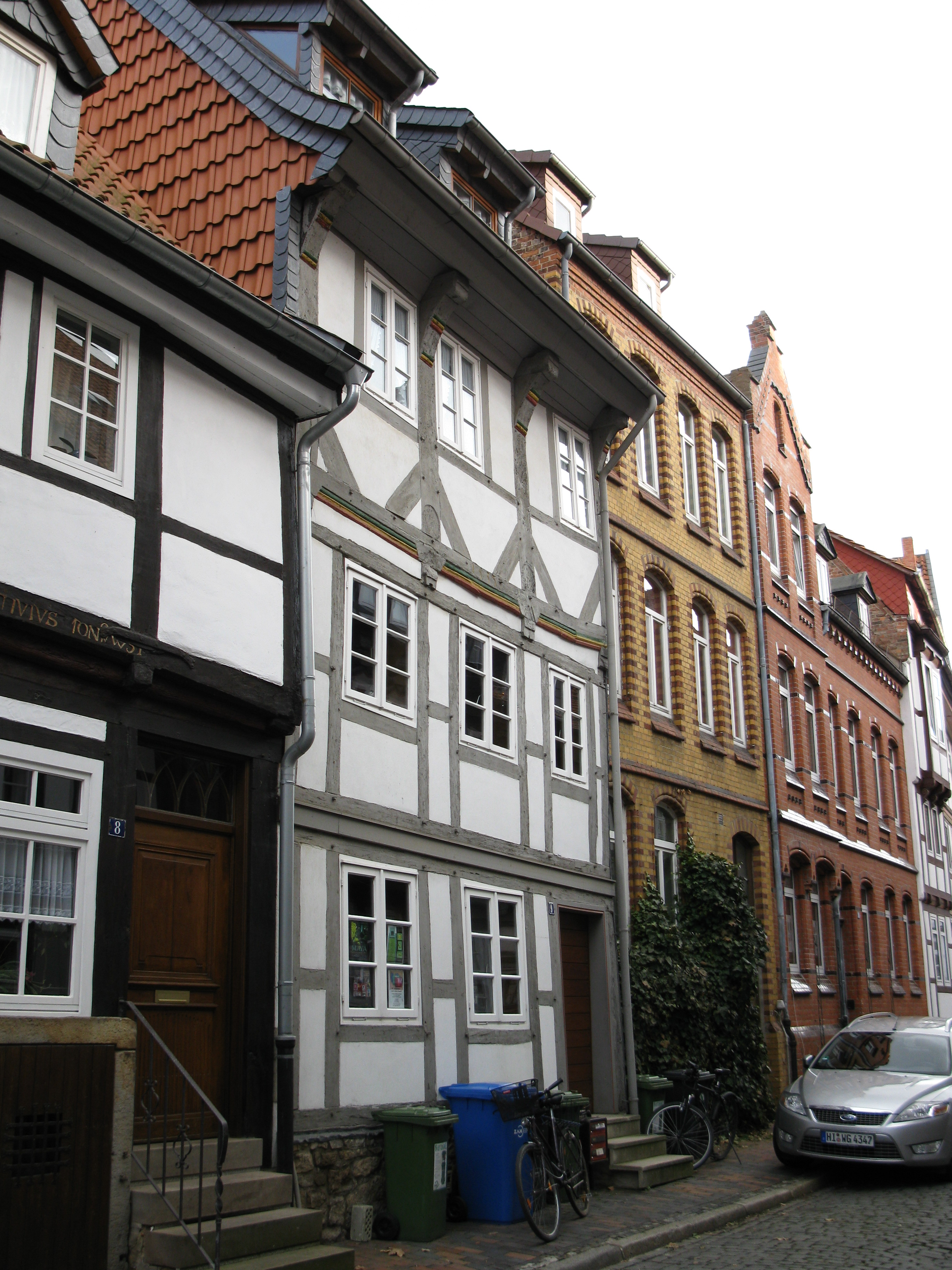
Haus Nr. 9 (1535)
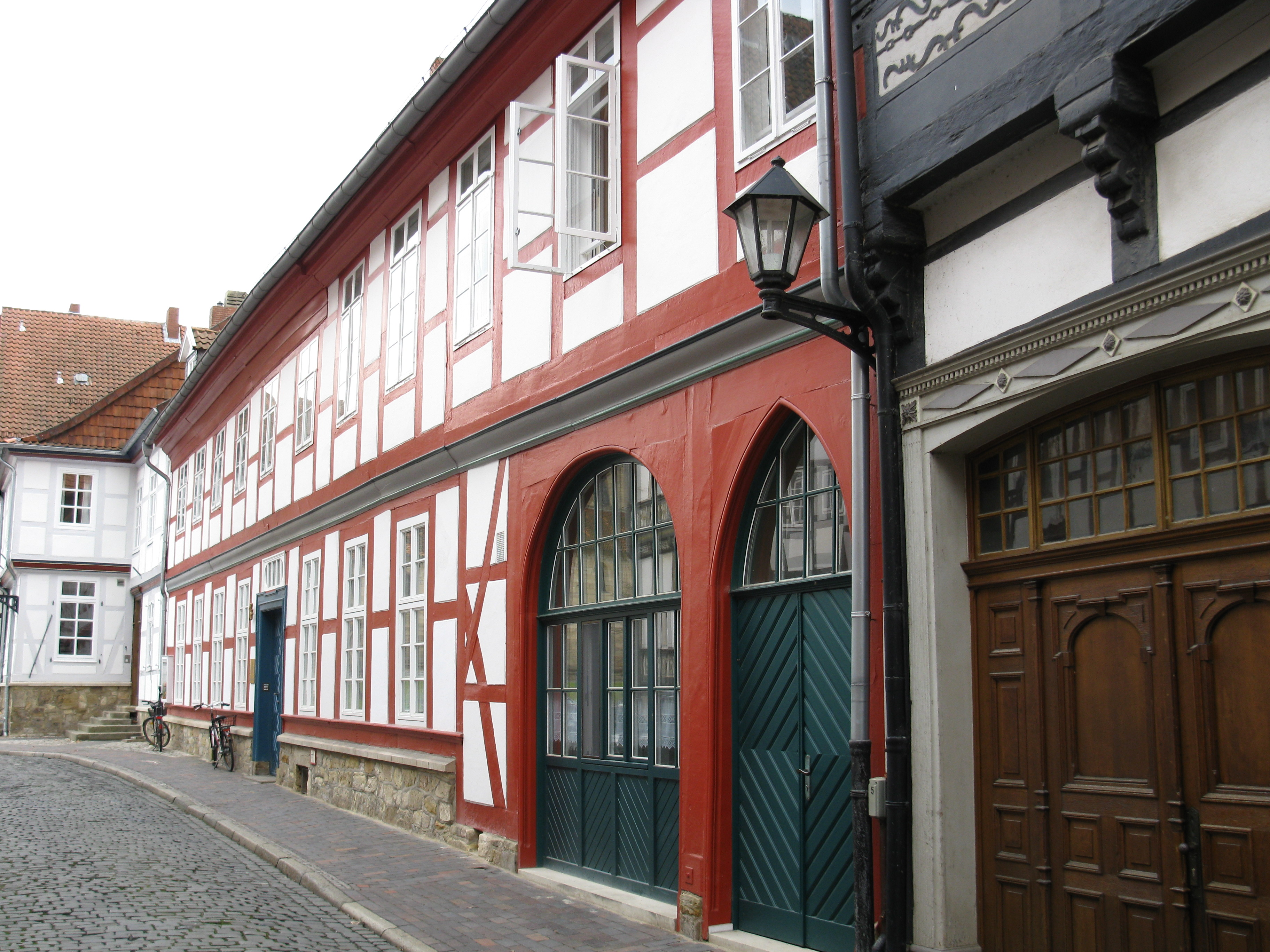
Haus Hinterer Brühl Nr. 14
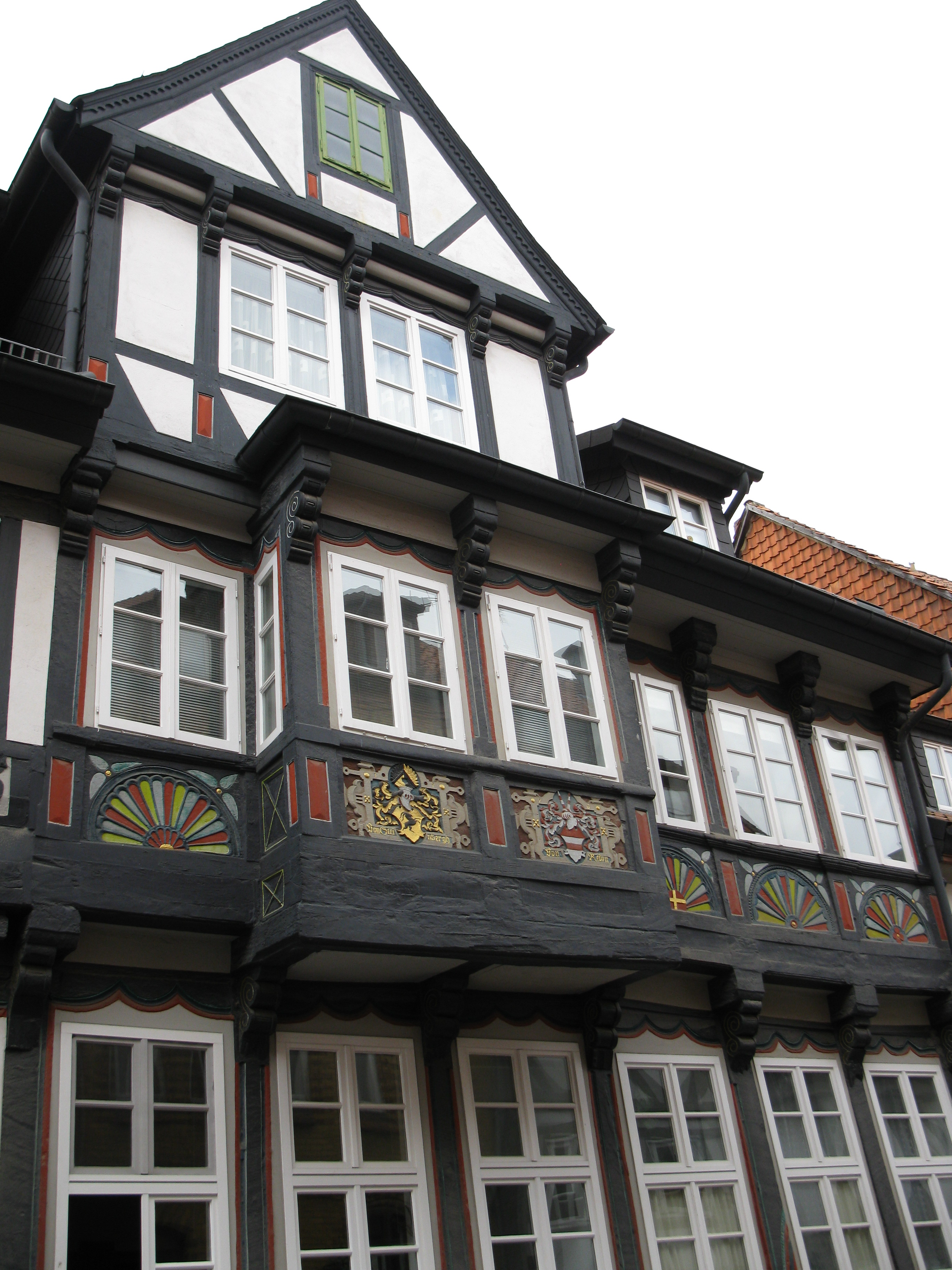
Renaissancebau Hinterer Brühl Nr. 15
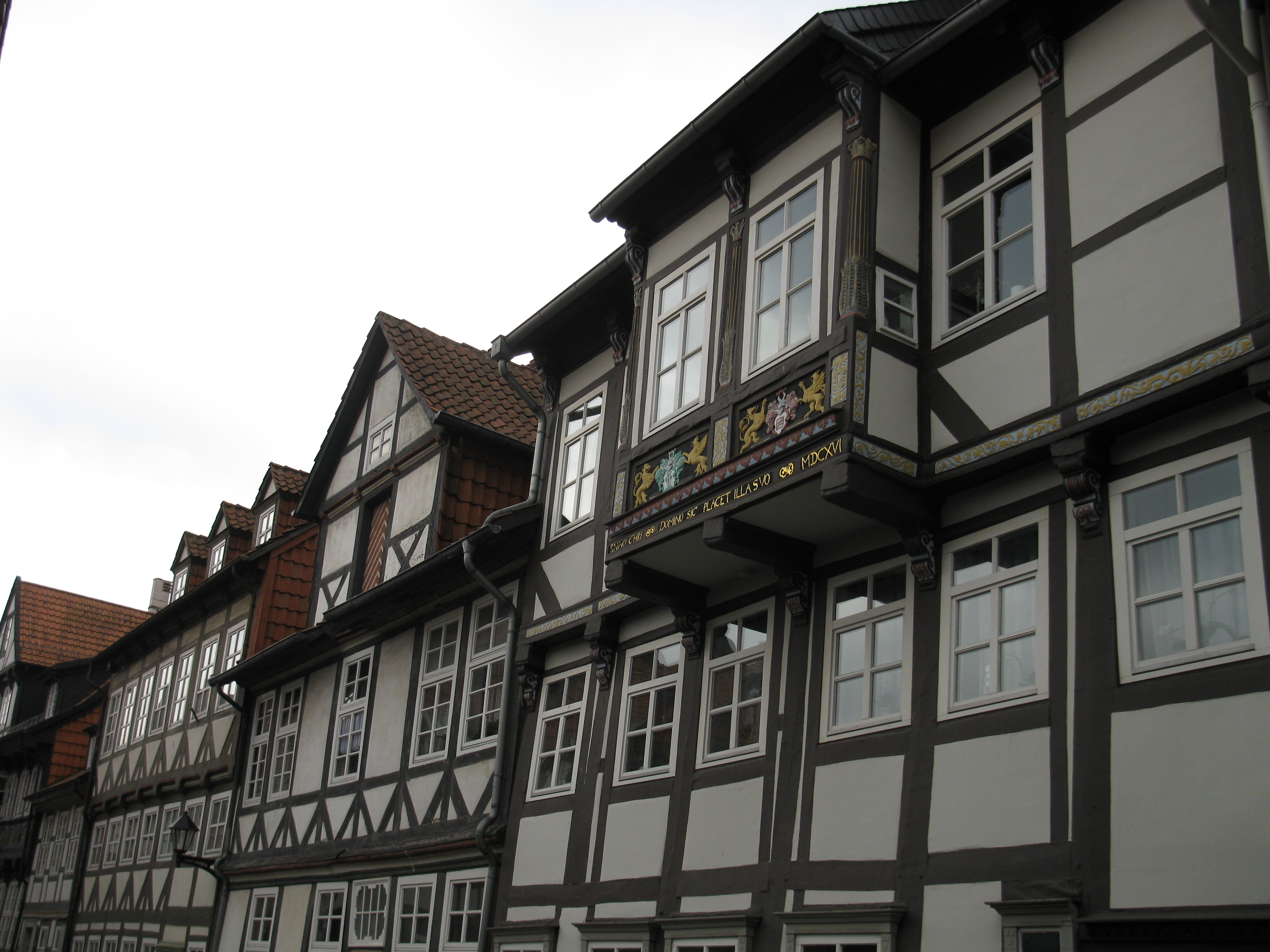
Hinterer Brühl Nr. 19, 18 und 17
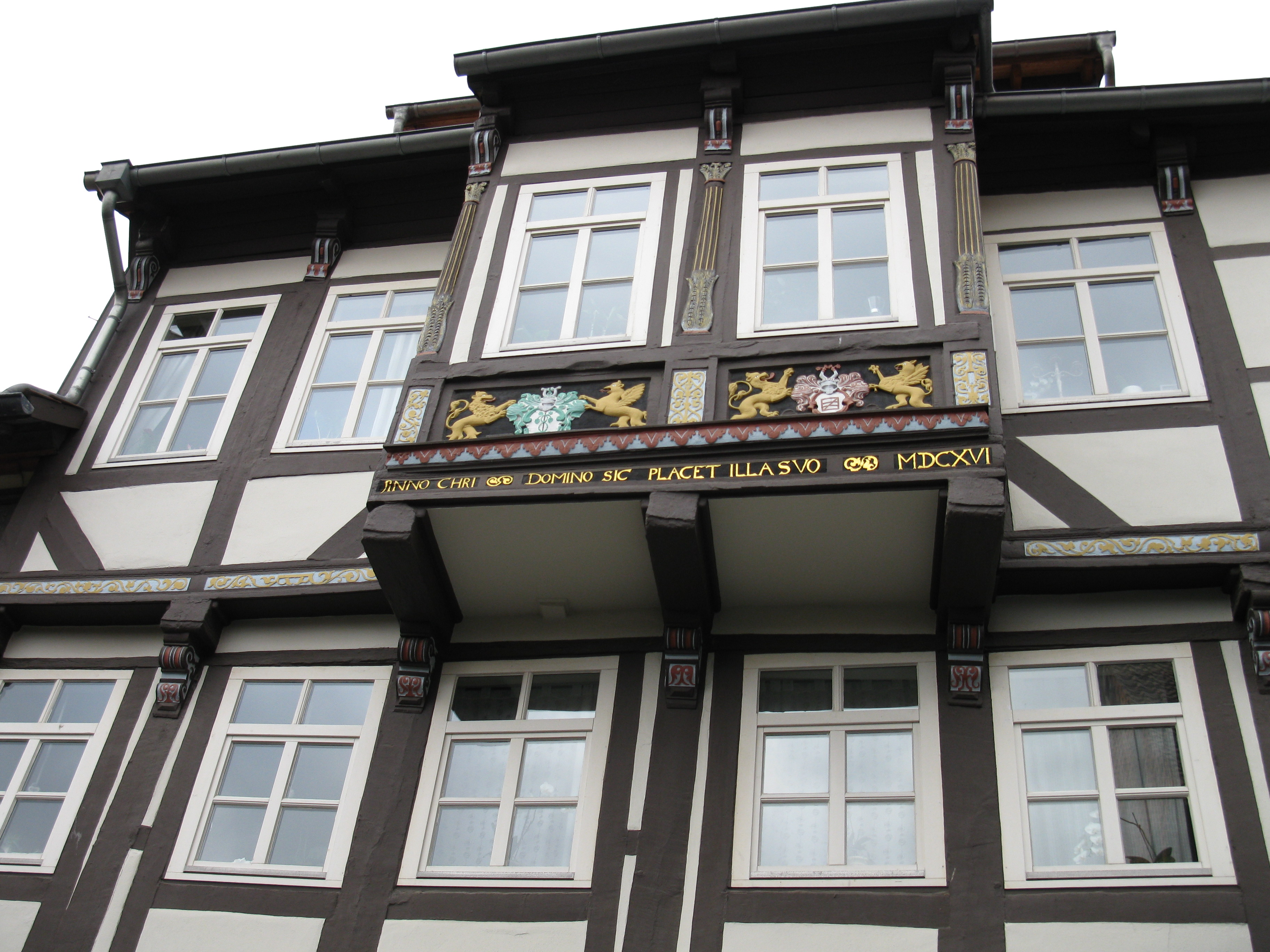
Erker und Schnitzereien am Haus Hinterer Brühl 19
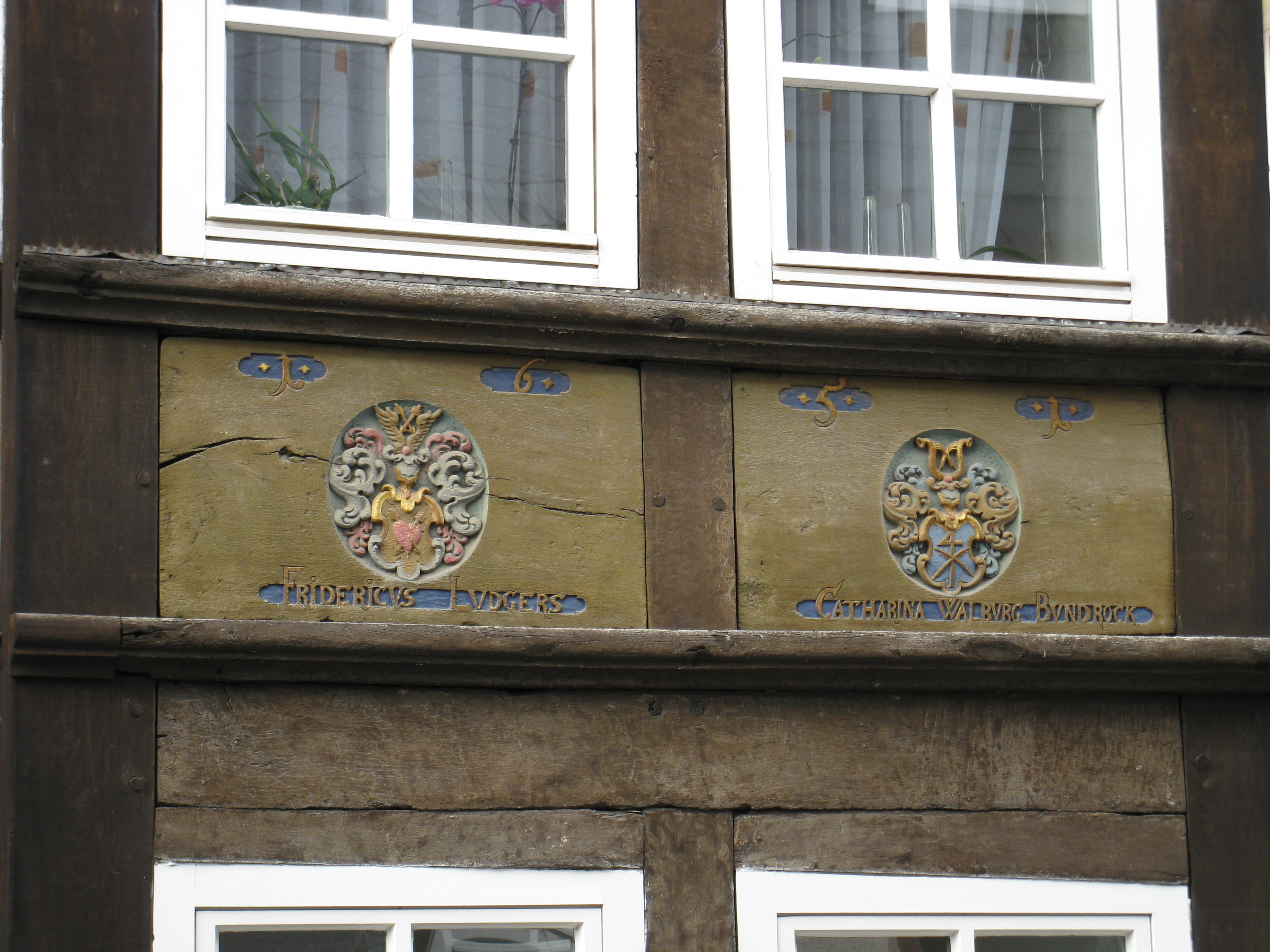
Verzierungen am Haus Hinterer Brühl 20
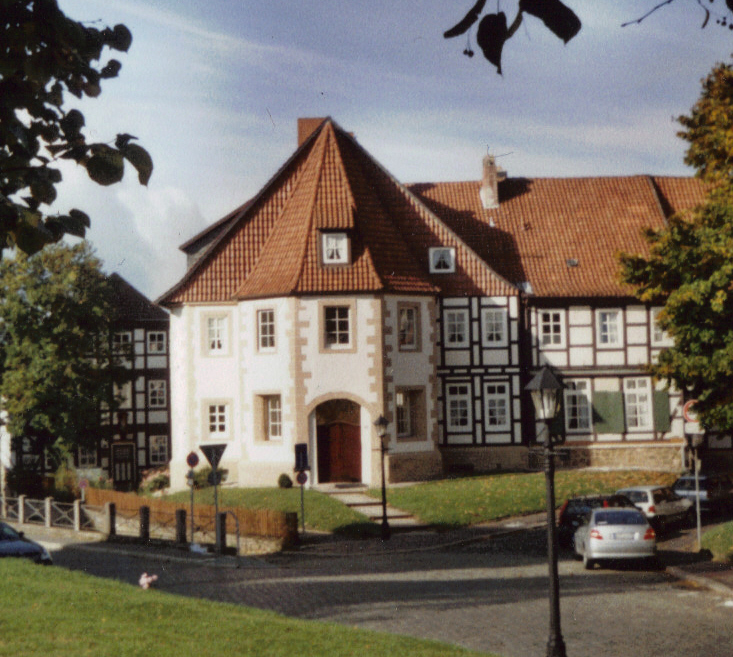
Ehem. Nikolaikapelle